# Храм Вазнесења Господњег у Цетини
Храм Вазнесења Господњег у Цетини или Свети Спас био је храм Српске православне цркве који се налази у селу Цетини у Републици Хрватској. Припада Епархији далматинској. Посвећен је Вазнесењу Господњем, а задужбина је краља Стефана Твртка Првог Котроманића.

## Историја
По Косовском боју, после успијешног одбијања турских напада и ширења српске државе у сјеверној Далмацији; у знак захвалности Богу краљ Срба, Босне Стефан Твртко Први Котроманић, издаје краљевску грамату у Сутјесци 1389. године којом потврђује градњу цркве. Црква је саграђена 1391. године.
Запис из Љетописа епископа Кончаревића о грађењу храма Вазнесења Господњег у Цетини:
тоя славныя побѣды надъ Турками, благочестивый Стефанъ Твердко возблагодари Господу Вседержителю соорзженіемъ новыя церкви въ славу и честь Христа Спасителя на рѣцѣ Цетини, издавъ особенную граммату въ кралевскомъ дворѣ въ Сутѣсцѣ съ богатыми дарами; но сію же церковь потомъ безсовѣстны латиняне похитиша
Цетински Срби су, крајем 18. вијека, наслиједили парохију, цркву, гробље и земљу, од својих саплеменика, Срба који су ту обитавали у турском земану и који су ту стигли са својим попом Милком, сином Миличића, а парохију села Цетине поп Милко наследио је од последњег цетинског попа из предтурског доба Ђорђа (paroco,di nome Giorgio), који је, 1476. године, повео своје парохијане у избјеглиштво на острво Олиб.
Продором Турака 1492. године, храм је знатно оштећен, а Срби становници Цетине доста страдали. Црква у Цетини наставила је службовати све до 1696. године, када је одлуком Млетачке републике храм дат на службу католичком свештенству.
За вријеме отаџбинског рата Срби из Републике Српске Крајине намјеравали су реконструисати по пројекту Илије Протића, дипл. инж. арх., храм Вазнесења Господњег.

## Одлике храма
Црква је једнобродна са три апсиде, од којих је средња полукружна споља и изнутра. Храм је зидан ситним каменом и малтером. Такав материјал је изазвао потребу за зидањем пет полуоблих контрфора на спољашњим странама дужних зидова. Димензије храма су 25 м. у дужину, а у ширину 7 м. Висина зидова износи 8 м., а висина звоника 20 м. Накнадно је средишња апсида срушена и замијењена већом, квадратном.

## Хрватско мишљење
Црква Св. Спаса је изграђена у задњој четвртини 9. вијека за вријеме владавине Бранимира, хрватског кнеза Приморске Хрватске. Према облику цркве с предбродом и три апсиде и пронађеним археолошким налазима, хрватски историчари су мишљења како је на ову културу снажно утицала Франачка држава. Највриједнији налазом који према мишљењу хрватских историчара подупире тезу о ранохришћанској цркви је позлаћена каролиншка кадионица за коју сматрају да је припадала франачким мисионарима који су покрштавали тадашње Хрвате. По мишљењу српског археолога Милоја Васића, најраније датирање храма не би се могло датирати прије друге половине 12. вијека.